# Доля поглощённой фотосинтетически активной радиации
Доля поглощённой фотосинтетически активной радиации (ДПФАР) — часть фотосинтетически активной радиации, поглощаемая фотосинтезирующими организмами, используется для описания поглощения света на некотором участке непрерывной растительности. Характеризует долю излучения, которое теоретически доступно для фотосинтеза. Этот биофизический параметр напрямую связан с первичной продукцией фотосинтеза и используется в некоторых аналитических моделях для подсчёта ассимиляции углекислого газа.
ДПФАР можно узнать используя космические измерения диапазона солнечного спектра: для этой цели используется целый ряд разнообразных алгоритмов. Этот параметр также можно использовать как индикатор развитости растительного покрова; в таком качестве он может с успехом заменить нормализованный индекс различий растительного покрова (NDVI), при условии, что будет правильно подсчитан. На данный момент уже существует несколько систем дальего зондирования на основе ДПФАР, например расширенный радиометр с очень высоким разрешением (AVHRR) и сканирующий спектрорадиометр среднего разрешения (MODIS).
Доля поглощённой фотосинтетически активной радиации — один из 50 основных климатических параметров, измеряемых глобальной системой наблюдения за климатом и необходимых для предсказания климата и погоды на планете Земля. Глобальная система наблюдения систематически измеряет эти параметры путём повторного анализа уже существующих данных, а в будущем сможет делать это непосредственно.

## Внешние ссылки
- Information on and distribution of FAPAR products
- GCOS Implementation Plan
- MODIS FPAR website Архивная копия от 4 марта 2016 на Wayback Machine
- Earth Snapshot FAPAR images Архивная копия от 17 марта 2011 на Wayback Machine